# Memnonia maia
Memnonia maia är en insektsart som beskrevs av Hamilton 2000. Memnonia maia ingår i släktet Memnonia och familjen dvärgstritar. Inga underarter finns listade i Catalogue of Life.